# Cheick Diallo
Cheick Diallo (Kayes, 13 settembre 1996) è un cestista maliano.

## Carriera

### Inizi
Iniziò a giocare a pallacanestro a 13 anni, mentre nel 2012 si trasferì negli Stati Uniti. Frequentò l'Our Savior New American High School per poi giocare un anno ai Kansas Jayhawks prima di dichiararsi per il Draft NBA 2016.

### NBA (2016-)

#### New Orleans Pelicans (2016-2019)
Il 24 giugno 2016 venne selezionato come 33ª scelta al Draft NBA 2016 dai Los Angeles Clippers, che la sera stessa cedettero i diritti su di lui ai New Orleans Pelicans. Disputò con la franchigia della Louisiana la Summer League 2016, in cui tenne di media 10,2 punti, 9,4 rimbalzi e 2,2 stoppate a partita; questo valse a Diallo la firma di un contratto garantito con i NOLA. Diallo fece il suo debutto in NBA nella gara persa in casa dai Pelicans per 98-79 contro i San Antonio Spurs. Diventò il secondo cestista maliano ad avere giocato in NBA dopo Soumaila Samake. Durante la sua stagione da rookie Diallo venne assegnato spesso in D-League agli Austin Spurs e Long Island Nets e rimase nelle gerarchie dietro a tutti i lunghi della squadra, ovvero Anthony Davis, Alexis Ajinça, Ömer Asık, Terrence Jones e successivamente anche a Donatas Motiejūnas e DeMarcus Cousins.
Il 13 aprile 2017, in occasione dell'ultima gara della stagione, Diallo segnò 12 punti in 29 minuti e raccolse ben 16 rimbalzi (realizzando così il proprio career-high, oltre che una doppia-doppia) contribuendo così alla vittoria dei Pelicans in trasferta contro i Portland Trail Blazers col punteggio di 103-100.

#### Phoenix Suns (2019-2020)
Il 23 luglio 2019 firmò con i Phoenix Suns.

## Statistiche

### College
| Anno      | Squadra         | PG | PT | MP  | TC%  | 3P% | TL%  | RP  | AP  | PRP | SP  | PP  |
| --------- | --------------- | -- | -- | --- | ---- | --- | ---- | --- | --- | --- | --- | --- |
| 2015-2016 | Kansas Jayhawks | 27 | 1  | 7,5 | 56,9 | -   | 55,6 | 2,5 | 0,0 | 0,3 | 0,9 | 3,0 |
| Carriera  | Carriera        | 27 | 1  | 7,5 | 56,9 | -   | 55,6 | 2,5 | 0,0 | 0,3 | 0,9 | 3,0 |

### NBA

#### Regular Season
| Anno      | Squadra         | PG  | PT | MP   | TC%  | 3P%  | TL%  | RP  | AP  | PRP | SP  | PP  |
| --------- | --------------- | --- | -- | ---- | ---- | ---- | ---- | --- | --- | --- | --- | --- |
| 2016-2017 | N.O. Pelicans   | 17  | 0  | 11,7 | 47,4 | -    | 71,4 | 4,3 | 0,2 | 0,2 | 0,4 | 5,1 |
| 2017-2018 | N.O. Pelicans   | 52  | 0  | 11,2 | 58,0 | -    | 75,8 | 4,1 | 0,4 | 0,2 | 0,4 | 4,9 |
| 2018-2019 | N.O. Pelicans   | 64  | 1  | 14,0 | 62,0 | 25,0 | 74,6 | 5,2 | 0,5 | 0,5 | 0,5 | 6,0 |
| 2019-2020 | Phoenix Suns    | 47  | 2  | 10,2 | 64,8 | 33,3 | 87,2 | 2,8 | 0,5 | 0,2 | 0,3 | 4,7 |
| 2021-2022 | Detroit Pistons | 3   | 0  | 10,3 | 37,5 | -    | 83,3 | 4,0 | 0,0 | 0,3 | 0,0 | 3,7 |
| Carriera  | Carriera        | 183 | 3  | 11,9 | 59,6 | 28,6 | 77,4 | 4,1 | 0,4 | 0,3 | 0,4 | 5,2 |

#### Play-off
| Anno     | Squadra       | PG | PT | MP  | TC%  | 3P% | TL% | RP  | AP  | PRP | SP  | PP  |
| -------- | ------------- | -- | -- | --- | ---- | --- | --- | --- | --- | --- | --- | --- |
| 2018     | N.O. Pelicans | 7  | 0  | 6,9 | 41,7 | -   | -   | 1,3 | 0,0 | 0,1 | 0,1 | 1,4 |
| Carriera | Carriera      | 7  | 0  | 6,9 | 41,7 | -   | -   | 1,3 | 0,0 | 0,1 | 0,1 | 1,4 |

### G League
| Anno      | Squadra           | PG | PT | MP   | TC%  | 3P%  | TL%  | RP   | AP  | PRP | SP  | PP   |
| --------- | ----------------- | -- | -- | ---- | ---- | ---- | ---- | ---- | --- | --- | --- | ---- |
| 2016-2017 | Austin Spurs      | 9  | 6  | 23,3 | 51,1 | 0,0  | 73,7 | 6,0  | 0,4 | 0,6 | 2,1 | 12,0 |
| 2016-2017 | Long Island Nets  | 2  | 0  | 17,4 | 64,7 | -    | 50,0 | 4,5  | 0,5 | 0,5 | 1,0 | 12,0 |
| 2016-2017 | Greens. Swarm     | 15 | 15 | 32,0 | 48,7 | 0,0  | 78,0 | 10,5 | 0,9 | 0,5 | 2,8 | 17,1 |
| 2021-2022 | Motor City Cruise | 45 | 20 | 22,2 | 67,9 | 33,3 | 77,6 | 10,1 | 1,0 | 0,7 | 1,2 | 14,4 |
| 2023-2024 | S. Falls Skyforce | 1  | 1  | 23,9 | 42,9 | -    | -    | 8,0  | 2,0 | 0,0 | 0,0 | 6,0  |
| Carriera  | Carriera          | 72 | 42 | 24,3 | 59,7 | 23,1 | 76,6 | 9,5  | 0,9 | 0,6 | 1,6 | 14,5 |

## Palmarès
- McDonald's All-American (2015)